# Eugen Herrigel
Eugen Herrigel (né le 20 mars 1884 à Lichtenau et mort 18 avril 1955 à Partenkirchen) est un philosophe allemand.
Il enseigna un temps la philosophie à l'université impériale de Tohoku à Sendai, au Japon, de 1924 à 1929. Durant cette période, il crut possible d'approcher la pratique du Zen en s'initiant au tir à l'arc de cérémonie japonais (kyūdō), dans une variante de celui pratiqué dans les temples shintō appelée daishadōkyō. Il fit cet apprentissage auprès du fondateur de ce courant, maître Awa Kenzō.
Il a été membre du parti nazi à partir de 1937, après s'être rapproché du national-socialisme dans les années précédentes.
Eugen Herrigel reste surtout connu non pour ses travaux en tant que philosophe spécialiste de Kant et Eckhart, mais pour l'ouvrage qu'il tira de son expérience du tir à l'arc, qui rencontrera un grand succès international, Le Zen dans l'art chevaleresque du tir à l'arc (1948).
Après sa mort, sa femme Gusty Herrigel rassembla et compila des textes sur le Zen rédigés par lui, mais jamais édités de la volonté même de Herrigel. L'ouvrage posthume qu'elle en tira fut publié en 1958 sous le titre Der Zen-Weg (La Voie du zen).

## Vie personnelle
Shoji Yamada fournit un certain nombre d'éléments personnels que l'auteur du Zen dans l'art chevaleresque du tir à l'arc n'avait pas particulièrement mis en avant dans ses différents écrits.
Eugen Herrigel nait le 20 mars 1884 à Lichtenau, près de Heidelberg. Son père se prénommait Gottlob (1850-1926) et sa mère Johann (1850-1915). Au total, ceux-ci eurent sept enfants.
Son père Gotlob était un éducateur et un organiste. À la naissance d'Eugen, celui-ci était l'adjoint du principal de l'école de Lichtenau. Peu de temps après la naissance d'Eugen, la famille partit pour Heidelberg. Elle s'installa dans une agréable maison avec vue sur la vieille ville, non loin de la rivière Neckar.
Les talents d'organiste de Gotlob étaient particulièrement appréciés et reconnus, à tel point qu'on lui demandait régulièrement de se produire lors de la présence de visiteurs importants à l'église. À sa retraite à l'âge de 65 ans, Gotlob pris l'habitude de loger dans la maison familiale des étudiants français, anglais et aussi japonais. Il assumait par la même occasion des fonctions de tuteur à leur égard.
Eugen, qui était le troisième fils de la famille, étudia à l'école élémentaire publique puis au Gymnasium, dont il sortit diplômé en 1903. Il entra à l'université de Heidelberg où il étudia la théologie protestante de 1907 à 1908, puis la philosophie néo-kantienne de 1908 à 1913. Il obtient son doctorat sous la direction de Wilhelm Windelband (1848-1915) en 1913. À cette période, il rentre en contact avec Emil Lask (en) (1875-1915), qui devient rapidement son mentor et qui avait lui-même soutenu sa thèse d'habilitation, Rechtsphilosophie, auprès de Windelband en 1905 après avoir soutenu sa thèse doctorale (Dissertation) avec Heinrich Rickert (1863-1936) sur L'idéalisme de Fichte (1901-1902).
Appelé durant la Première Guerre mondiale, il sert en qualité de personnel médical de 1914 à 1916. De 1917 à 1918, il est affecté à la Trésorerie de l’État-major du front Ouest.
En 1923, il obtient son habilitation de professeur d'université sous la direction de Heinrich Rickert. À cette époque, il aide à la relecture de l'anthologie Zen: der lebendige Buddihismus in Japan (Le Zen, bouddhisme vivant du Japon), paru en 1925. L'ouvrage, rédigé par Ohazama Shuhei (1883-1946) est édité par le philosophe August Faust (de) (1895-1945).
Herrigel se marie en premières noces avec la baronne Paula von Beulwitz (de) (1893-1924). Celle-ci l'accompagne au Japon lors de son affectation à l'université de Sendai en 1924. À son arrivée, elle est enceinte et, moins de trois mois après, elle donne naissance le 8 août 1924 à une fille mort-née. Le prénom d'Ulla lui est donné. Paula von Beulwitz décède à son tour le 13 août 1924. Comme le note Shoji Yamada, sans doute extrêmement affecté, Eugen Herrigel n'évoquera jamais ce drame personnel dans aucun texte pouvant aborder sa vie personnelle, en particulier dans les éléments biographiques contenus de ses ouvrages. Pour autant, Niels Gülberg souligne que Herrigel fut terrassé par cet événement, à tel point que ses proches au Japon furent véritablement inquiets pour sa santé, et qu'il fut convalescent jusqu'à l'automne 1924.
Sans que l'on connaisse les circonstances de leur rencontre, un an et quatre mois après son arrivée au Japon, Eugen Herrigel épouse le 16 septembre 1925 en secondes noces Auguste L. Seefried, souvent identifiée par le prénom contracté de « Gusty », une Allemande rencontrée sur place. Un acte de mariage délivré par le maire de Sendai et déposé dans les archives d'Eugen Herrigel à Heidelberg en atteste, un document découvert lors de ses recherches par Shoji Yamada.

## Carrière professorale

### Maître de conférences à l'université de Heidelberg (v. 1920-1924)

#### Une carrière à l'arrêt
La carrière universitaire d'Eugen Herrigel connaît un violent coup d'arrêt lorsqu'il est mobilisé en 1914 pour toute la durée de la guerre et au-delà, ainsi que l'explique Niels Gülberg dans la première partie son article Eugen Herrigels Wirken als philosophischer Lehrer in Japan, citant les archives du philosophe japonais Kita Reikichi, venu suivre des cours à Heidelberg à cette époque, en particulier ceux de Heinrich Rickert. Dans un premier temps affecté comme personnel médical de 1914 à 1916, il passe ensuite à la Trésorerie de l'État-major du Front Ouest, au service de la paie des soldes des soldats durant deux ans de 1917 à 1918. Comme le précise Kita Reikichi dans ses mémoires, il restera encore deux années de plus sous le drapeau pour participer à la démobilisation des troupes : « Herrigel war mit Ausbruch des Weltkriegs als Schatzmeister des Generalstabs an die Westfront verlegt worden, Durch den langen Kriegsdienst war er lungenkrank geworden und hatte seine Gesundheit ruiniert, doch blieb er glücklicherweise unverletzt; auch nach Friedensschluß blieb er noch lange im Dienst, um an der Truppenauflösung mitzuwirken und war schließlich nahezu sechs Jahre lang von der Universität ferngeblieben. Seinen Doktortitel hatte er noch vor dem Krieg erworben, doch Privatdozent wurde er erst während meines Aufenthaltes. » Il quitte donc l'uniforme après six années, avec une santé précaire puisqu'il a contracté durant cette période une pneumonie qui l'affecte durablement. Enfin et surtout, Emil Lask (en), son mentor d'avant-guerre à l'université de Heidelberg, engagé volontaire en 1914 par conviction patriotique, a laissé sa vie sur les champs de bataille en mai 1915. C'est donc un Eugen Herrigel visiblement isolé professionnellement et fragilisé matériellement qui reprend progressivement sa carrière mise entre parenthèses en 1914. S'il obtient son habilitation professorale en 1923, il n'occupe pour autant qu'un poste de lecteur depuis son retour à Heidelberg – soit sensiblement les fonctions d'un maître de conférences. Ce qui, dans le contexte de l'entre-deux-guerres et des difficultés financières rencontrées par les universités allemandes, lui permet sans doute de ne vivre que difficilement de son activité. Quand bien même il occupe également des fonctions d'assistant de Heinrich Rickert.

#### Première approche du zen et genèse du séjour au Japon
Le Japon ayant fait alliance durant la Première Guerre mondiale avec la France et le Royaume-Uni, ce n'est qu'à partir de 1920 que les universités allemandes commencent à accueillir de nouveau des étudiants Japonais. Et, dans le cas de l'université de Heidelberg, au semestre universitaire d'été de 1921. Or, ce retour des universitaires japonais sur les campus allemands va s'avérer plus que fructueux pour Eugen Herrigel. En effet, ces visiteurs asiatiques profitent à cette époque d'un taux de change des plus avantageux pour eux, le yen étant alors une monnaie très forte face au mark de la république de Weimar qui ne cesse de se dévaluer dans un contexte d'inflation galopante. Ce qui permet à ces Japonais de s'assurer un train de vie sans commune mesure avec celui d'une bonne part de la population allemande, vaincue militairement mais aussi durablement éreintée par les dommages de guerre à acquitter aux pays vainqueurs du conflit mondial.
Dans ce contexte, et compte tenu de sa situation personnelle, c'est sans doute avec soulagement qu'Eugen Herrigel dût accueillir la proposition de Heinrich Rickert d'assurer des heures de tutorat au profit d'étudiants japonais. Ce qui lui permit d'établir de fructueux contacts académiques, voire personnels, avec certains d'entre eux, ainsi que le relève Shoji Yamada et de se former une image du Japon et des Japonais à travers eux.

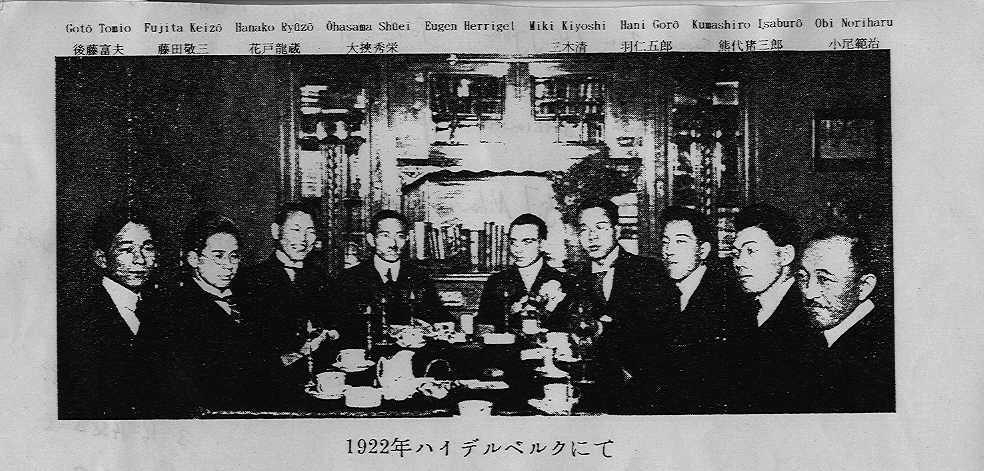
Le séminaire d'Eugen Herrigel dans l'appartement d'Ôhazama Shuei, à Heidelberg en 1922. De gauche à droite : Gotô Tomio, Fujita Keizô, Hanako Ryûzô, Ôhazama Shûei, Eugen Herrigel (centre droit), Miki Kiyoshi, Mori (Hani) Gorô, Kumashiro Isaburô, Obi Noriharu.

L'un de ces étudiants à Heidelberg était Ôhazama Shuhei (1883-1946), qui allait écrire et publier en 1925 une anthologie du zen intitulée Zen: der lebendige Buddihismus in Japan (soit Zen : le bouddhisme vivant du Japon) avec August Faust (de), un professeur de philosophie de l'université de Heidelberg, proche de Rickert à l'instar de Herrigel. Herrigel participa d'ailleurs à la relecture et la correction de cet ouvrage. Le professeur Hermann Glockner, dans ses mémoires cités par Shoji Yamada, relève que « c'était comme si l'amitié de Herrigel avec Ôhazama était prédestinée » et qu'ils devinrent amis quasiment dès leur première rencontre. Et Glockner de livrer ces éléments à propos de Herrigel : « Non seulement Ôhazama, qui était plus riche que d'habitude, invita Herrigel à participer à un grand tour de l'Allemagne qu'il fit durant ses vacances, mais il s'arrangea pour que Herrigel devienne professeur à l'université impériale Tohoku en 1924. » Il convient cependant de tempérer cette dernière affirmation compte tenu du fait que le seul contact d'Ôhazama avec cette université était d'être passé par le Collège numéro 2, qui servait d'école préparatoire à l'université impériale Tohoku.
Kita Reikichi, autre personnage important parmi les étudiants japonais de Heidelberg à cette époque et grand ami d'Ohazama, fut également proche de Herrigel. Kita Reikichi raconte ainsi qu'une ou deux fois par semaine, forts de la bonne santé conjoncturelle de leurs finances, ils accueillaient des enseignants de l'université ainsi que leurs épouses. Eugen Herrigel était invariablement présent lors de ces rencontres. Kita Reikichi eut une influence conséquente sur la découverte du Zen par Herrigel puisqu'il fut le premier à le lui faire découvrir : Heinrich Rickert avait choisi Eugen Herrigel comme assistant pour son séminaire consacré à Maïtre Eckhart durant le semestre d'été 1922 et, au mois de juin de cette année, Kita Reikichi fit un exposé consacré au zen dans le cadre dudit séminaire en présence de Herrigel.
Toujours dans ses mémoires cités par Yamada, Kita Reikichi avance que, la carrière de Herrigel étant stagnante, et considérant « qu'il s'était fait beaucoup d'amis japonais et que le Japon était devenu pour lui le pays de ses rêves, il espérait véritablement pouvoir se rendre là-bas pour y formuler tranquillement son propre système et enseigner la philosophie allemande. Nous avons attirer l'attention du professeur Sawayanagi qui visitait l'Allemagne à cette époque, et dans un esprit que l'on pourrait appeler chevaleresque, il prit Herrigel sous son aile et opéra une médiation dans l'intérêt de Herrigel auprès de l'université impériale Tohoku ».
Autres personnes ayant pu intercéder en faveur de Herrigel pour qu'il obtienne son poste, Abe et Takahashi, qui faisaient partie du groupe d'étudiants japonais de Heidelberg et qui étaient en poste à la Faculté de droit et de lettres de l'université impériale Tohoku lorsque Herrigel y obtint son poste.
Quoi qu'il en soit, fort de son intérêt pour le zen et pour le Japon, Herrigel était devenu de toute évidence avec le temps une personne qui comptait au sein dudit groupe d'étudiants japonais de Heidelberg, et il était suffisamment estimé pour que certains d'entre eux s'impliquent pour lui obtenir ce poste.

#### Le professeur August Faust, l'autre ami d'Ôhazama Shuhei et concurrent d'Eugen Herrigel
Shoji Yamada s'est également penché sur la manière dont Eugen Herrigel exploita sa découverte du zen à Heidelberg en s'intéressant aux liens qu'il entretenait avec son collègue et concurrent du département de philosophie, August Faust. Shoji Yamada estime ainsi que, si Herrigel avait largement su conquérir le cœur et l'estime des étudiants japonais présents, ce n'était sans doute pas le cas pour toutes les personnes appartenant à son propre cercle académique. Faust avait ainsi une piètre opinion de Herrigel et ne se privait pas de le critiquer, comme on peut le voir dans les propos rapportés par le professeur Hermann Glockner dans ses mémoires : 
- « Selon Faust, Herrigel a gagné la totale confiance d'Ôhazama, bien que Herrigel n'ait certainement pas mérité ne serait-ce que la moitié de celle-ci. Il dit cela car, principalement, Herrigel a réussi à s'attirer la confiance des étudiants japonais et à l'utiliser pour servir ses propres intérêts, de la même manière qu'il l'a fait avec le professeur et madame Rickert. “Herrigel donne toujours aux choses un aspect sensationnel. Il adapte les choses de telle manière que cela fait une forte impression à Ôhazama. Mais à dire vrai, cet homme d'âge moyen (Ôhazama) cherche à faire exactement la même chose. Il est lui aussi un provocateur. Le fond de l'affaire, c'est qu'ils sont deux petits pois dans une même cosse, qui font le spectacle tout simplement de la même manière qu'ils s'y prennent avec Rickert. Quand Rickert et moi discutons ensemble, il démarre leur petit numéro comique pour moi, l'un puis l'autre, et il obtient à chaque fois un grand éclat de rire. Je suis certain qu'il tentera la même chose avec vous s'il en a l'occasion. Ce sont des acteurs-nés, ces trois là. Mais vous avez vu de vos propres yeux aujourd'hui qu'Ôhazama est un comédien inoffensif. Et Rickert, comme de nombreuses personnes de talent, est seulement, dans une certaine mesure, un grand enfant. Mais Herrigel est juste l'inverse de cela. Vous aurez peut-être l'impression que je suis juste en train de dénigrer, mais il n'y a rien d'enfantin chez Herrigel, et il ne manque pas de ruse. Si vous dites qu'il est en train de se donner en spectacle, la vérité est qu'il est toujours en train de se donner en spectacle et qu'il est toujours en train de calculer froidement l'effet que cela pourra produire. C'est ce qui me met tellement en colère !” »[17]

Pour Shoji Yamada, Hermann Glockner partageait l'opinion d'August Faust à propos d'Eugen Herrigel. Plus loin dans les Mémoires de Glockner, Faust poursuit : 
- « Quand je pense à la manière dont Herrigel a raconté ces fariboles à Rickert durant toutes ces années, juste de la même manière qu'il le fait avec ce haut prêtre zen, je me remémore le grand imposteur Cagliostro et ses acolytes ! Est-ce que le professeur Rickert vous a raconté l'histoire bâtie par Herrigel à propos de l'unité de chirurgie durant la guerre ? Vous a-t-il dit comment Herrigel se saisît d'un pistolet et toucha un caillou avec une balle à une distance de dix mètres pour décourager un rival de l'affronter en duel ? C'est la même chose que de lire un roman d'Alexandre Dumas ! Et maintenant, ce grand m'as-tu-vu essaie de fanfaronner à tout va et de faire la même chose avec la philosophie ! »[18]

À la lumière de ces éléments, Shoji Yamada analyse le processus d'élaboration du livre cosigné par Faust et Ôhazama, et dont les épreuves furent relues par Herrigel. Shoji Yamada cite le témoignage du philosophe Amano Teiyu (1884-1980), , spécialiste d'Emmanuel Kant et traducteur japonais de la Critique de la raison pure, qui étudia à Heidelberg de 1923 à 1924, et qui éclaire les relations qui existaient entre Glockner et Faust. « Pendant que Herrigel se rendait à l’université impériale Tohoku en 1924, Glockner et Faust vivaient dans la maison de Rickert. Hoffman résidait à côté et ils circulaient sans arrêt pour se rendre visite les uns aux autres et étudier également les classiques. » Glockner et Faust étaient donc des étudiants « à demeure », privilège que n'avait pas connu Herrigel.
Dans la perspective de publier un livre avec Ôhazama, Faust explique à Glockner, qui devait donc être très proche de lui : « Je ne suis assurément pas en train d ‘entreprendre cela pour créer du sensationnel. Je souhaite juste comprendre clairement “ce qu’est le Zen”. » De fait, la motivation de Faust pour éditer le Zen: der lebendige Buddihismus in Japan semble avoir reposé sur un désir d’explorer le Zen. Faust allait même plus loin, considérant que « Herrigel, définitivement, ne prendra jamais sur lui cette tâche exigeante et toute de turpitudes. C’est que ce serait un problème pour lui si le Zen devait être trop clairement expliqué. Le Zen doit rester ambigu. Car Herrigel essaie de tirer parti de cette ambiguïté. Vous comprenez ? »
Yamada pondère cette citation en rappelant que Herrigel et Faust étaient rivaux dans l’ombre de Rickert, et qu'il importe d'admettre que ces mots sont prononcés par quelqu’un qui considérait Herrigel avec hostilité. Mais malgré cela, le fait qu’un colègue de Herrigel eut une si mauvaise opinion de lui ne peut, selon lui, être ignoré. En observant la manière dont Glockner a enregistré et retranscrit ces paroles de Faust dans ses Mémoires, Yamada conclut qu’il partageait les vues de Faust.
Herrigel ne fit que corriger a minima les épreuves du livre de Faust et Ôhazama, de sorte que l’étendue de sa participation est difficile à cerner. Néanmoins, Herrigel et Ohazama restèrent en bons termes. Shoji Yamada suggère qu’il existait une lutte entre Faust et Herrigel pour s’approprier la publication du livre d’Ohazama, et que finalement Herrigel abandonna la partie.
Ôhazama resta en Allemagne de septembre 1921 jusqu’à mai 1924, et Ôhazama et Faust publièrent leur livre sur le Zen en 1925.
Les documents de Heidelberg exploités par Shoji Yamada contiennent la copie d’une lettre qu'Eugen Herrigel envoya le 13 mai 1924, peu de temps après son arrivée à Sendai. La phrase d’introduction dit simplement « Mon cher Professeur », de sorte que l'on ignore précisément à qui elle était adressée. Pour Shoji Yamada, il existe une forte probabilité pour que Rickert, le mentor de Herrigel, en fut le destinataire. Une hypothèse susceptible néanmoins d'être invalidée par le fait que le professeur Rudolf Otto a signé une préface longue de pas moins de six pages au début de l'ouvrage cosigné par Ôhazama et Faust, preuve qu'il s'était impliqué dans le suivi de cette publication. La lettre de Herrigel pourrait donc tout aussi bien lui être destinée.
Herrigel aborde dans cette lettre la question du livre de Faust et Ôhazama consacré au zen :
- « Tout d’abord, j’ai contacté Ôhazama depuis Kobe et je lui ai dit que, considérant que le livre est engagé dans le processus d’impression, il doit vous envoyer immédiatement le télégramme promis. Il m’a envoyé une lettre dans laquelle il s’excusait sincèrement de ne pas avoir encore envoyé ce télégramme. Son professeur est d’avis qu’il [Ôhazama] a encore besoin de pratiquer le Zen dix années supplémentaires avant de pouvoir commencer à envisager de faire paraître un tel livre. J’ai répondu à Ôhazama immédiatement et j’ai essayé de le tranquilliser. Je lui ai dit que le livre était déjà engagé dans le processus d’impression et qu’il était trop tard pour l’arrêter. Les propos de son professeur faisaient référence à un livre « plus gros » et ne concernaient donc pas directement cette « petite » présentation. Je lui ai écrit une autre lettre et j’espère que nous obtiendrons son accord sous peu. Il m’avait donné les droits pour publier son livre, donc il était obligé de m’informer immédiatement s’il changeait d’avis. Ce qu'il n’a pas fait - je le lui ai écrit et expliqué - de sorte qu’il était trop tard pour arrêter l’impression. Désormais, j’espère que le télégramme promis qui délègue les droits éditoriaux à Faust arrivera avant que cette lettre ne vous parvienne. » [24]

Si le contexte de cette lettre n’est pas clair, Shoji Yamada tente néanmoins de décrypter ce dont il retourne. Pour lui, les épreuves du Zen: der lebendige Buddihismus in Japan avaient été envoyées à Ôhazama - qui était déjà rentré chez lui - avant que Herrigel ne se rende au Japon. Herrigel attendait la réponse d’Ôhazama, mais elle n’arriva jamais, de sorte que Herrigel fit avancer la publication sans l’accord final d’Ôhazama. Ôhazama avait consulté son professeur - selon toute évidence Shaku Sokatsu - à propos de la publication d’un livre sur le zen en allemand, mais il reçut une réponse défavorable. Herrigel se préparait à tenter une fois encore de convaincre Ôhazama. Mais il se pourrait aussi qu'Eugen Herrigel souhaitait que le livre fût publié immédiatement, avec Faust en qualité de co-éditeur. Pour Shoji Yamada, Herrigel – qui aurait légitimement pu demander à être crédité lui aussi comme co-éditeur de l'ouvrage compte tenu qu'il semble en avoir détenu les droits durant un laps de temps, aurait finalement souhaité que seul Faust soit seul à être identifié comme tel, compte tenu du fait que la parution de ce livre aurait pu être problématique en termes de droits et de légitimité du propos.
Un tel comportement de la part de Herrigel ne pouvait pas s’accorder avec Faust. Faust était suspicieux à l'égard de Herrigel concernant ses intentions, d'autant qu'il affirmait que, pour Herrigel, « ce serait un problème pour lui si le Zen devait être trop clairement expliqué. Le Zen doit rester ambigu. » La critique qu’il formulait à l'égard de Herrigel comme quoi celui-ci essayait de tirer profit de cette « ambiguïté » jette précisément un éclairage particulier sur le comportement adopté ultérieurement par Herrigel. Dans l'esprit d'August Faust, Zen: der lebendige Buddihismus in Japan ambitionnait d'être une anthologie sérieuse susceptible d'intéresser des universitaires souhaitant étudier le Zen. Une exigence forte pour un ouvrage qui se voulait pointu et qui, de fait, ne réussit pas à séduire au point d'être traduit de l'allemand vers une autre langue après sa première publication. À l’inverse, pour Shoji Yamada, le zen que Herrigel a cherché à introduire à la suite de son séjour au Japon a fait sensation dans les cercles intellectuels. Selon lui, ainsi que le craignait Faust, Herrigel a réussi à tirer un bénéfice maximal de la manière ambiguë dont l'Occident percevait alors le Zen. Et, au bout du compte, le livre de Herrigel paru en 1948 rencontrera le succès à travers le monde entier, tandis que le travail de Faust sombrera dans l’oubli.

### Professeur de l'université d'Erlangen (1929-1945)

#### Contexte historique
Afin de saisir le climat universitaire dans lequel évoluait Herrigel à l'époque, on peut relever que l'université d'Erlangen comptait au nombre de celles qui connaissaient une forte pression des associations étudiantes favorables au Nationalsozialistische Deutsche Arbeiterpartei (NSDAP). Ainsi, comme le souligne Alfred Wahl : « L'université aussi fut gagnée très tôt car les étudiants issus des couches moyennes anciennes, très antisémites, augmentaient. Ceux d'Erlangen réclamèrent l'instauration d'un numerus clausus pour freiner l'entrée des juifs. En 1929, le Studentenbund y emporta la majorité absolue (...). » Or, à titre de comparaison, ce n'est qu'en 1931 que la Nationalsozialistischer Deutscher Studentenbund (NSDStB), qui rassemblait les étudiants nazis, est devenue majoritaire dans la Deutscher Hochschulring, regroupant les différentes « corpos ». L'université d'Erlangen et ses étudiants semblaient donc précurseurs.
Comme l'explique Gary C. Fouse, même si les Nazis ne tenaient pas toujours en très haute estime les universitaires et les intellectuels, Erlangen et son université semblaient occuper une place particulière. Une branche locale du NSDAP s'implanta en ville dès le 31 mai 1922, s'attachant le soutien de la population locale. Le 17 mai 1923, Adolf Hitler (1889-1945) prononça une allocution à la Kolosseumssaal de la ville, sur la Henkestrasse, dans laquelle il exposait les objectifs du mouvement national-socialiste. Le 26 mars 1928, il revint dans cette même salle pour s'exprimer devant les étudiants à la veille d'une élection étudiante. Et le 13 novembre 1930, c'est devant une audience très nombreuse composée d'étudiants et de professeurs de l'université – dont le recteur d'alors, Alfred Klotz – qu'il s'exprime encore. Cette intervention survient à la veille d'une nouvelle élection de la section locale du Comité général des étudiants (de) (AStA). Le succès de cette prestation fût certain car, le lendemain, le NSDstB obtint 83 % des votes exprimés lors du scrutin. Et Gary C. Fouse de relever (en la transcrivant en anglais), cette citation de Hitler s'exprimant en 1930 sur l'université d'Erlangen : « I will never forget this university. Its youth were the first to declare their support for me. »

#### Progression hiérarchique
Rentré du Japon en 1929, Eugen Herrigel obtient un poste de professeur titulaire d'une chaire de philosophie à l'université Friedrich-Alexander d'Erlangen (Bavière), dans le contexte de la poussée du national-socialisme.
En 1933, soit l'année même oú Adolf Hitler devient chancelier du Reich, son nom apparaît sur une liste - établie par le ministre nazi de l'instruction publique du land de Bavière, Hans Schemm (en) (1891-1935) - de candidats pressentis pour le poste de recteur de l'université de Munich, après que le philosophe Martin Heidegger (1889-1976) eut décliné l'offre qui lui était faite de le lui attribuer. Eugen Herrigel fut-il mis au courant ? Quoi qu'il en soit, il n'obtint pas le poste. Mais toujours est-il que Norbert Kapferer relève qu'Eugen Herrigel avait rejoint, de manière concomitante en cette même année 1933, la Nationalsozialistischer Lehrerbund (NSLB) ou « Ligue national-socialiste des enseignants ». Ce qui pourrait expliquer la présence de son nom sur cette liste de nomination. D'autant que ledit NSLB avait été fondé par le même Hans Schemm, le 21 avril 1929, avec un siège établi à Bayreuth. Sans doute est-il intéressant de souligner ici que l'adhésion des enseignants à cette organisation – qui promouvait un enseignement et une éducation scolaires reposant sur les bases du national-socialisme – n'était en rien obligatoire.
Toujours à la même époque, Eugen Herrigel fait un pas de plus dans son ralliement au national-socialisme : comme le relève une fois encore Norbert Kapferer, il adhère, en 1935 au plus tard, à la Ligue militante pour la culture allemande (KfdK), fondée en 1928 par l'idéologue du NSDAP et théoricien du nazisme Alfred Rosenberg pour promouvoir l'aryanisation de la culture allemande et lutter contre l'art dégénéré. Concernant la date précise de son adhésion, même si Norbert Kapferer ne la donne pas précisément, on peut raisonnablement formuler l'hypothèse d'une concomitance avec la période de la rédaction du texte de la conférence devant l'Académie d'administration publique (Verwaltungsakademie) – jamais publiée – d'Eugen Herrigel, Nationalsozialismus und Philosophie (ou National-socialisme et philosophie), dont les feuillets dactylographiés sont aujourd'hui conservés à la Universitätsbibliothek Erlangen-Nürnberg. Avant ou après à son adhésion au KfdK ? Brian Victoria relève, quoi qu'il en soit, dans un passage du texte de Herrigel qu'il a traduit de l'allemand vers l'anglais, que celui-ci affiche ouvertement sa pleine et entière adhésion au tournant idéologique et politique que connaît l'Allemagne et encore plus à la personne d'Adolphe Hitler, le Führer : « The miracle happened. With a tremendous drive that made all resistance meaningless, the German Volk was carried away. With unanimous determination it endorsed the leader... The fight for the soul of the German Volk reached its goal. It is ruled by one will and one attitude and commits itself to its leader with a kind of unity and loyalty that is unique within the checkered history of the German Volk. »  Un extrait dans lequel Herrigel s'appuie par trois fois sur le mot Volk, soit ici le peuple allemand tel que conçu par le mouvement völkisch, et qui peut se traduire ainsi : « Le miracle s'est produit. Avec une incroyable énergie qui a rendu toute résistance vide de sens, le Volk allemand a été emporté. Avec une détermination unanimement partagée, il a approuvé son chef... Le combat pour l'âme du Volk allemand a atteint son but. Il est mu par une seule volonté et une seule attitude et s'engage aux côtés de son chef dans une sorte d'unité et de loyauté qui est unique dans l'histoire attestée du Volk allemand. »
De fait, sa carrière va finalement progresser au sein de la hiérarchie universitaire. À partir de 1936 et jusqu'en 1938, Eugen Herrigel prend la tête du département de philosophie de l'université. Le 1er mai 1937, il rejoint le parti nazi et reçoit le numéro d'adhérent 5499332. Un engagement que l'on peut analyser comme un acte d'adhésion personnel, mais aussi comme une reconnaissance par le NSDAP de la conformité d'Eugen Herrigel aux valeurs du parti. Par analogie, on peut citer ici le philosophe et écrivain Jean-Pierre Faye qui, analysant l'adhésion le 1er mai 1933 du philosophe et universitaire Martin Heidegger déjà cité, souligne « le fait que l'adhésion au parti unique est difficile dans le Reich hitlérien. Contrairement à l'Italie mussolinienne, où tout le monde prend sa carte, comme la « carte du pain ». Il y aura 24 millions d'adhérents au Parti fasciste, 8 millions seulement au parti hitlérien. Le geste de l'adhésion est donc grave et contrôlé. » Rodney Needham affirme quant à lui que, « finalement, la conséquence était que, quelques années après qu'il eut pris ses fonctions de professeur de philosophie à l'université d'Erlangen, Herrigel rejoignit volontairement les nazis » et, faisant écho à la dénazification de Herrigel à la fin de la guerre, « le tribunal conclût, à son regret, que, compte tenu du fait que sa résistance aux Nazis ne satisfaisait pas aux exigences de la loi, il était dans l'incapacité d'accéder à la demande d'exonération de Herrigel ».
Ce ralliement au national-socialisme semble avoir accéléré la carrière d'Eugen Herrigel puisqu'il devient vice-recteur de l'université d'Erlangen de 1938 à 1944, puis recteur jusqu'en 1945, avant d'être démis de ses fonctions lors de la dénazification du pays. À l'issue de son procès, il fut classé comme mitläufer (en). Une catégorisation ambigüe (littéralement, elle sert à désigner un adolescent qui fume pour imiter ses amis) car elle ne reflète pas totalement la réalité du degré d'implication de Herrigel dans le nazisme, puisqu'il entreprit cette démarche non seulement par opportunisme mais aussi et surtout par véritable conviction personnelle, comme le souligne Rodney Needham. Une affirmation corroborée par Gershom Scholem (1897-1982) qui affirmait en 1961, dans une lettre adressée au magazine Encounter, avoir recueilli le témoignage d'un ancien ami de Herrigel à Francfort qui affirmait que celui-ci « avait été un nazi jusqu'au bout du bout ».

## Activité éditoriale

### Des travaux académiques classiques au carriérisme national-socialiste
Les recherches de Niels Gülberg de l'université Waseda au Japon permettent de dresser une liste des textes et articles rédigés par Eugen Herrigel depuis ses années d'étude à Heidelberg. Le catalogue de la Bibliothèque nationale de France (BnF) permet également de compléter les données connues sur ses activités éditoriales en rapport avec l'œuvre posthume d'Emil Lask.
On constate, en s'attardant sur l'ordre chronologique de ces publications, que la soutenance de sa thèse en 1913 n'est suivie que par un vide de dix années. Soit les six ans passés sous les drapeaux, auxquels s'ajoutent quatre années consacrées à préparer l'édition posthume des travaux d'Emil Lasks. Par la suite, son séjour japonais est fructueux en termes d'activité éditoriale, puisqu'il publie en Allemagne, en 1926 et 1929, deux ouvrages ayant une véritable portée académique, à même d'asseoir une réputation de philosophe néo-kantien. Son livre Die metaphysische Form. Eine Auseinandersetzung mit Kant (1929) reçoit d'ailleurs un bon accueil outre-Atlantique, comme l'atteste la recension - critique mais globalement flatteuse - que lui consacre en 1932 le professeur Theodore M. Greene, de l'université de Princeton, dans The Philosophical Review en janvier 1932.
Son retour dans l'Allemagne tourmentée de 1929 semble néanmoins avoir marqué une inflexion notable dans ses activités éditoriales. Détail remarquable, le professeur Theodore M. Greene indiquait en conclusion de son article de janvier 1932 dans The Philosophical Review, que le second volume faisant suite au Die metaphysische Form. Eine Auseinandersetzung mit Kant, abordant la doctrine kantienne du monde intelligible, était en cours de préparation et serait attendu avec intérêt. Force est de constater qu'il n'en fut rien. Entretemps, Hitler était arrivé au pouvoir en 1933. Ainsi, des textes de Herrigel aujourd'hui connus, on relève que seuls des articles à forte connotation idéologique paraîtront par la suite. Enfin, en 1948, est éditée son apothéose, le célèbre Zen dans l'art chevaleresque du tir à l'arc.
Ceci tend à valider l'hypothèse d'un Eugen Herrigel qui abandonne à son retour d'Orient toute velléité de reconnaissance scientifique au profit d'une stratégie de visibilité immédiate pour accélérer sa carrière, à la suite de son ralliement au national-socialisme. Ce qui, après la défaite du Reich en 1945, ne pouvait que créer de grandes difficultés pour faire passer à la postérité la figure d'Eugen Herrigel. Shoji Yamada a ainsi pu constater, à l'issue de ses recherches sur Herrigel, que l'on « peut discerner la volonté non-dite d'un certain groupe de personnes de s'assurer que l'image de Herrigel le nazi ne se réfléchissait pas dans le miroir de la culture japonaise ». Ainsi, ladite image a été patiemment et méthodiquement nettoyée dès la fin de la guerre. Eugen Herrigel y contribua sans doute lui-même en partie : se sachant mourant, il a semble-t-il procédé à la destruction d'une part importante de ses écrits. Shoji Yamada rapporte les propos de Shibata Jisaburo : « Sachant qu'il n'avait plus pour très longtemps à vivre, Herrigel ignora les tentatives de sa femme de l'en empêcher et réduisit en cendres une importante quantité de ses manuscrits. » Soulignant que « les faits ne concordent pas totalement avec l'image d'un Herrigel comme étant la personne ayant introduit en Occident à la noble spiritualité du zen », Shoji Yamada soutient que « c'est sans doute pourquoi toute preuve de connexion entre Herrigel et le nazisme a été exclue des notices biographiques incluses dans ses livres, rendant ainsi ambiguë l'image d'ensemble de sa vie ».
Dans cette perspective, si Shibata Jisaburo avance que Gusty Herrigel a tenté de l'empêcher de détruire ses écrits, il existe un autre témoignage qui pourrait suggérer que, in fine, ce n'était en réalité peut être pas le cas. Ainsi, Gershom Scholem soulignait, toujours en 1961 dans sa lettre adressée au magazine Encounter, que Herrigel « avait été un nazi jusqu'au bout du bout », et que ce fait « n'a pas été mentionné dans les notices bibliographiques publiées par sa veuve, qui a bâti de lui l'image de quelqu'un uniquement préoccupé par la sphère de la plus haute spiritualité ». Gusty Herrigel aurait donc œuvré à oblitérer le passé d'Eugen Herrigel et à lisser son image. Comment imaginer alors qu'elle aurait pu tenter d'empêcher Herrigel de détruire des documents sans doute compromettants pour lui-même et la postérité de son œuvre ? On peut d'ailleurs remarquer, comme le fait Shoji Yamada, que la première édition allemande de l'ouvrage posthume Der Zen-Weg (1958), s'ouvre avec la reproduction d'une nécrologie de Herrigel, parue en 1955 dans le journal local Erlangen Tageblatt, dans laquelle il est mentionné qu'il fut recteur de l'université d'Erlangen (poste hautement sensible et politique sous le Reich nazi), et que ses actions sauvèrent la ville de la destruction à la fin de la guerre. Soit les arguments avancés par Herrigel lui-même dans sa défense devant tribunal de dénazification. Or, ces informations s'avérant au bout du compte compromettantes face aux lecteurs, cette nécrologie disparaît des éditions ultérieures, dès la deuxième édition de Der Zen-Weg en 1964. Compte tenu du fait que les traductions japonaise et anglaise qui suivirent n'étaient pas basées sur la première mais la deuxième édition, cette nécrologie n'y figure pas non plus. Tout ceci à l'instigation vraisemblable de sa veuve Gusty, qui rassembla, édita et publia ces textes de manière posthume. Textes que d'ailleurs Herrigel avait abandonnés, les jugeant sans doute sans intérêt, lorsqu'il dut quitter sa maison d'Erlangen après qu'elle eut été réquisitionnée par les forces américaines. Alors qu'il prit bien soin d'en emporter et d'en détruire de nombreux autres. Selon Shoji Yamada, les textes qui constitueront le futur Der Zen-Weg seront finalement récupérés, avec difficulté, par Gusty Herrigel auprès des forces d'occupation américaines après la mort de son mari.
Tout ceci soulève, en creux, l'hypothèse d'une production éditoriale entre 1929 et 1944, jamais publiée et disparue car détruite, qui s'inscrivait dans la veine völkisch et nationale-socialiste. Et qui aurait pu écorner l'image, entretenue par sa femme, d'un Herrigel éclairé, sage et mystique exigeant, intransigeant quant à la qualité éditoriale de ses travaux qu'il détruisait systématiquement, les trouvant quasi systématiquement de qualité médiocre. Une vision romantique du personnage en ligne avec son Zen dans l'art chevaleresque du tir à l'arc, mais selon toute vraisemblance éloignée de la réalité. Finalement, les propos de Gusty Herrigel rapportés par Gerta Ital dans son autobiographie - Der Meister, Die Mönche und Iche -, paraissent bien ambigus : « "Mon mari détruisait toujours tout ce qu'il avait écrit", dit-elle tristement. "J'avais l'habitude de régulièrement repêcher les feuilles chiffonnées dans la poubelle et je les remettais ensemble, dans l'ordre, et quand je lisais ce qu'il avait écrit, je n'arrivais jamais à comprendre pourquoi quelque chose d'une telle valeur aurait dû être détruite. Mais rien n'était jamais assez bon pour lui." » Il existe donc une présomption bien réelle pour que cette présentation des faits soit, au moins en partie, tronquée :    
- Si Herrigel n'a pas persévéré après 1929 dans l'écriture de livres académiques à même de consolider sa réputation de professeur de philosophie, néanmoins il a continué à publier à intervalles réguliers des articles de sensibilité clairement nationale-socialiste et à prononcer des conférences, sans compter ses cours et séminaires. Il conservait donc nécessairement une documentation et des archives personnelles importantes, ainsi que ses écrits. Le fonds d'archives personnelles partielles déposé par un neveu d'Eugen Herrigel à l'université de Heidelberg et découvert par Shoji Yamada l'atteste.
- Si véritablement, comme semble l'affirmer Gusty Herrigel, il détruisait toujours tout ce qu'il écrivait, alors comment se fait-il qu'il ait eu une telle quantité d'écrits à brûler dans la période ayant précédé sa mort, comme le raconte Shibata Jisaburo ?
- Le Zen dans l'art chevaleresque du tir à l'arc paraît en 1948. C'est donc qu'il conservait bien au moins une partie de sa production écrite quoi qu'il en soit.
- Les feuillets disparates ayant servi à élaborer Der Zen-Weg, alors même qu'ils ne paraissaient pas être d'un grand intérêt pour Herrigel, ont été conservés par lui et non détruits. Pourquoi Herrigel se serait-il préoccupé d'archiver des écrits consacrés au zen qu'il considérait sans doute de piètre qualité puisqu'il les abandonna aux forces américaines sans jamais les réclamer, pour détruire en revanche de façon supposément systématique et régulière le reste de sa production personnelle ? Sachant que les écrits compilés de Der Zen-Weg n'étaient certainement pas des feuillets sauvés de la poubelle du philosophe, tels ceux que sa femme prétendait lire parfois, puisqu'ils avaient été conservés correctement. Cette question des feuillets abandonnés relevée par Shoji Yamada étonne d'autant plus que Gerta Ital retranscrit dans son autobiographie le contenu d'une lettre qu'Eugen Herrigel lui écrivit en 1951[48], en réponse à un premier courrier dans lequel la jeune actrice allemande lui exprimait ce qu'elle avait ressenti à la lecture du Zen dans l'art chevaleresque du tir à l'arc :

« Je voudrais rendre compte en entier de sa réponse, la noblesse de son langage et de son style donnant une certaine idée de la grandeur et de l'humilité de cet homme unique :
"15 mai 1951
J'ai été particulièrement reconnaissant de recevoir votre lettre. Mon livre a été écrit pour des lecteurs comme vous. Et votre observation comme quoi ce livre est réellement profondément mystique montre que vous avez médité dessus avec une grande vigilance, ce qui est certainement vrai. S'il vous plait, recevez ceci comme une marque de gratitude lorsque je vous dit que suis actuellement en train de travailler sur un autre livre, qui devrait s'intituler Le Mysticisme du Zen. Ce livre n'est pas destiné à être une simple réflexion sur la manière dont le zen brille dans les arts, cette fois-ci le sujet sera le zen lui-même : la réalisation du Zen à l'intérieur de l'Homme. J'ignore quand ce livre aura atteint un point à partir duquel je serais capable d'en autoriser la publication. J'ignore quand j'aurai atteint le point où je me sentirai capable d'expliquer à tous pourquoi je me suis exprimé."
Je n'ai pas le moindre doute quant au fait que le livre auquel Herrigel fait référence dans sa lettre aurait été une révélation pour le monde occidental, sachant que sa langue était si clairement cristalline qu'il était capable d'exprimer tout à la fois l’inexprimable et de le rendre compréhensible, et je suis sûre que même le moins illuminé des lecteurs aurait été convaincu par ses mots. Malheureusement, ce livre ne fut jamais écrit. »
Si Herrigel envisageait bien de se lancer dans l'écriture d'un nouvel opus plus ambitieux sur le zen, qui aurait fait autorité, alors l'hypothèse de Shoji Yamada semble validée : les feuillets restés dans la maison d'Erlangen auxquels Herrigel n'avait plus accès en 1951 lorsqu'il écrivait à Gerta Ital, et qui traitaient justement du zen, ne devaient avoir que peu d'importance à ses yeux puisque seule sa femme les réclama après sa mort. Et pourtant, il les avait bien conservés à l'époque où il occupait ladite maison d'Erlangen.
Ce faisceau éléments concordants incite donc à valider l’hypothèse d'un tri en profondeur tardif de la part de Herrigel et de ses proches, pour s'assurer que rien de compromettant ne serait révélé et diffusé.